# Allgemeine Zeitung der Lüneburger Heide
Die Allgemeine Zeitung der Lüneburger Heide ist eine 1849 gegründete deutsche Tageszeitung. Sie erscheint in Uelzen (Niedersachsen) in der C. Beckers Buchdruckerei GmbH & Co. KG. Herausgeber ist Dirk Ippen, den Verlag leitet Heike Köhn. Die Allgemeine Zeitung gehört zur Ippen-Verlagsgruppe. Die verkaufte Auflage beträgt 10.878 Exemplare, ein Minus von 49,4 Prozent seit 1998.

## Geschichte
Die Erstausgabe der Zeitung erschien 1849. Seit 1952 kooperiert der Verlag mit weiteren niedersächsischen Zeitungen, darunter die Landeszeitung für die Lüneburger Heide mit Sitz in Lüneburg. Die in Lüneburg ansässige Redaktionsgemeinschaft liefert den beteiligten Blättern die Mantelseiten. Die Verlage bildeten zudem einen Anzeigenverbund.
Die Allgemeine Zeitung blieb im Besitz der Familie C. Becker aus Uelzen bis zum Verkauf an den Verleger und Unternehmer Dirk Ippen im Jahr 1978. Ippen hält einen Mehrheitsanteil von 70 Prozent an dem Verlag. 1999 waren im Verlag mit eigenem Druckzentrum in Uelzen 220 Arbeitnehmer fest beschäftigt. Nach der Wiedervereinigung Deutschlands expandierte der Verlag nach Sachsen-Anhalt und gründete dort 1990 die Altmark Zeitung. Seit dem 1. Januar 2013 produziert der Verlag seine Tageszeitungen in einer 1:1-Version zum Printprodukt auch als E-Paper.
Neben der Allgemeinen Zeitung der Lüneburger Heide gibt der Verlag den Uelzener Anzeiger, die Altmark Zeitung, die Altmark-Woche und das Isenhagener Kreisblatt sowie den Wochenanzeiger heraus.

## Auflage
Die Allgemeine Zeitung der Lüneburger Heide hat in den vergangenen Jahren erheblich an Auflage eingebüßt. Die verkaufte Auflage ist in den vergangenen 10 Jahren um durchschnittlich 3,8 % pro Jahr gesunken. Im vergangenen Jahr hat sie um 8,1 % abgenommen. Sie beträgt gegenwärtig 10.878 Exemplare. Der Anteil der Abonnements an der verkauften Auflage liegt bei 89,8 Prozent.
| 1998  | 1999  | 2000  | 2001  | 2002  | 2003  | 2004  | 2005  | 2006  | 2007  | 2008  | 2009  | 2010  | 2011  | 2012  | 2013  | 2014  | 2015  | 2016  | 2017  | 2018  | 2019  | 2020  | 2021  | 2022  | 2023  | 2024  |
| ----- | ----- | ----- | ----- | ----- | ----- | ----- | ----- | ----- | ----- | ----- | ----- | ----- | ----- | ----- | ----- | ----- | ----- | ----- | ----- | ----- | ----- | ----- | ----- | ----- | ----- | ----- |
| 21487 | 21421 | 21171 | 20862 | 20392 | 19877 | 19357 | 18973 | 18577 | 18212 | 18008 | 17559 | 17244 | 16693 | 16421 | 16445 | 16067 | 15570 | 15323 | 14685 | 14178 | 13600 | 13216 | 13181 | 12457 | 11833 | 10878 |